# Resistencia en el Puente de Nenjiang
La resistencia en el Puente de Nenjiang fue una pequeña batalla entre las fuerzas del Ejército Nacional Revolucionario chino contra el Ejército Imperial Japonés y las fuerzas colaboracionistas, después del incidente de Mukden durante la invasión de Manchuria en 1931, antes del comienzo de la segunda guerra sino-japonesa. Marcó el inicio de la campaña de Jiangqiao.

## Antecedentes
En noviembre de 1931, el gobernador interino de la provincia de Heilongjiang, general Ma Zhanshan, decidió desobedecer la prohibición del gobierno del Kuomintang de una mayor resistencia a la invasión japonesa e intentó evitar que las fuerzas japonesas cruzaran a la provincia de Heilongjiang defendiendo un puente ferroviario estratégico sobre el río Nen cerca de Jiangqiao. Este puente había sido dinamitado anteriormente por las fuerzas de Ma durante la lucha contra las fuerzas colaboracionistas pro japonesas del general Chang Hai-Peng.

## La batalla

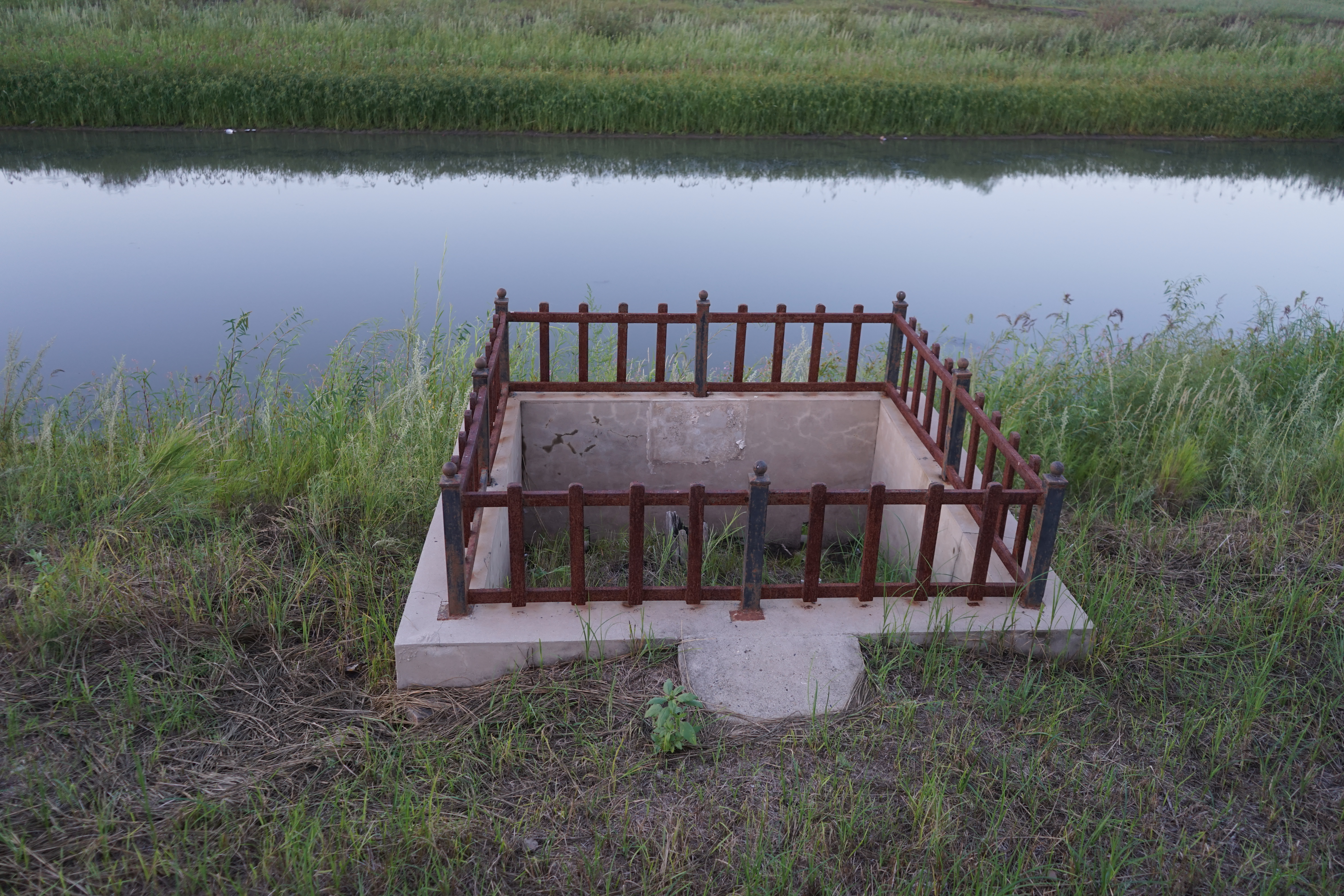
Ruinas del puente de Nenjiang Harge, donde se libró la batalla.

Un equipo de reparación, custodiado por 800 soldados japoneses, se puso a trabajar el 4 de noviembre de 1931. Cerca había 2.500 tropas chinas al mando del general Ma Zhanshan. Cada lado acusó al otro de abrir fuego sin provocación. Los japoneses afirmaron que los chinos abrieron fuego con rifles y ametralladoras al final del día durante una niebla cuando las tropas japonesas comenzaron a cruzar el lapso. Los japoneses tomaron represalias y la escaramuza continuó durante más de tres horas. Sólo 15 japoneses fueron reportados muertos y 120 chinos, mientras los japoneses avanzaban y expulsaban a las tropas restantes del general Ma hacia Qiqihar.
Más tarde, el general Ma Zhanshan regresó al contraataque con una fuerza mucho mayor. Aunque desalojó a los japoneses de sus posiciones de avance, no pudo recuperar el puente, que los japoneses continuaron reparando. Finalmente, Ma se vio obligado a retirar sus tropas frente a los tanques y artillería japoneses.

## Consecuencias
El puente reparado hizo posible el avance de las fuerzas japonesas y sus trenes blindados.
A pesar de no poder sostener el puente, el general Ma Zhanshan se convirtió en un héroe nacional en China por su resistencia en el puente de Nenjiang, que fue ampliamente informado en la prensa china e internacional. La publicidad inspiró a más voluntarios a alistarse en los Ejércitos de Voluntarios Antijaponeses. Aunque a menudo liderados por oficiales del ejército y con un número de ex tropas regulares entre sus filas, la mayoría de los voluntarios no tenían experiencia militar previa. Estos ejércitos irregulares se convertirían más tarde en la principal fuerza antijaponesa en el noreste de China durante 1932 y representaron un serio obstáculo para los intentos japoneses de pacificar el país.